# Dernbach (Landkreis Neuwied)
Dernbach ist eine Ortsgemeinde im Landkreis Neuwied im Norden von Rheinland-Pfalz. Sie gehört der Verbandsgemeinde Puderbach an. Dernbach ist ein staatlich anerkannter Erholungsort.

## Geographie
Der Ort liegt in dem nach Osten abfallenden Tal des hier entspringenden Dernbachs mit einer Reihe von Zuflüssen. Im Süden und Westen grenzt der Märkerwald an. Die Stadt Dierdorf ist vier Kilometer in östlicher Richtung entfernt. Naturräumlich gehört das Gemeindegebiet zur Sayn-Wied-Hochfläche im Westerwald. Zwei Kilometer westlich befindet sich mit dem Dernbacher Kopf (427 m ü. NHN) die höchste Erhebung im unteren Westerwald. Zu Dernbach zählen die Wohnplätze Haus Beulseck und Steinbacher Hof.

## Geschichte
Dernbach gehörte bis Anfang des 19. Jahrhunderts zur Grafschaft Wied und unterstand der Gerichtsbarkeit des Kirchspiels Urbach.
Bevölkerungsentwicklung
Die Entwicklung der Einwohnerzahl von Dernbach; die Werte von 1871 bis 1987 beruhen auf Volkszählungen:
| Jahr | Einwohner |
| ---- | --------- |
| 1815 | 189       |
| 1835 | 368       |
| 1871 | 369       |
| 1905 | 436       |
| 1939 | 522       |
| 1950 | 545       |
| 1961 | 603       |

| Jahr | Einwohner |
| ---- | --------- |
| 1970 | 696       |
| 1987 | 755       |
| 1997 | 1.025     |
| 2005 | 1.061     |
| 2011 | 1.011     |
| 2017 | 1.009     |
| 2023 | 1.066     |

## Politik

### Gemeinderat
Der Gemeinderat in Dernbach besteht aus 16 Ratsmitgliedern, die bei der Kommunalwahl am 9. Juni 2024 in einer Mehrheitswahl gewählt wurden, und dem ehrenamtlichen Ortsbürgermeister als Vorsitzendem.

### Bürgermeister
Patrick Gleixner wurde am 12. Juli 2024 Ortsbürgermeister von Dernbach. Bei der Direktwahl am 9. Juni 2024 war er als einziger Bewerber mit einem Stimmenanteil von 89,4 % für fünf Jahre gewählt worden.
Die Bürgermeister der Ortsgemeinde Dernbach seit 1987:
- Otmar Kurz (1987–1992)
- Heinz-Rudi Becker (1992–2024)[6][5]
- Patrick Gleixner (seit 2024)

### Wappen
| Wappen von Dernbach | Blasonierung: „In Rot drei silberne, senkrecht gestellte Forsthaken (Wolfsangeln), über dem mittleren eine silberne Rose mit goldenem Butzen.“ |
| Wappen von Dernbach | Wappenbegründung: Drei Wolfsangeln und eine Rose zeigt das Wappensiegel aus 1411 und 1429 des Ritters Hermann von Dernbach aus dem hier ansässigen Ortsadelsgeschlecht, genannt um 1300 bis 1472. Das Wappen ist rechtsgültig seit dem 6. Juni 1973. |

## Kultur und Sehenswürdigkeiten

### Kulturdenkmäler
- siehe Liste der Kulturdenkmäler in Dernbach (Landkreis Neuwied)

### Naturdenkmäler
Auf einer Anhöhe nahe der Ortschaft Dernbach ist das „Naturdenkmal Kaisereiche“ gelegen. Aus einer Höhe von 345 m bietet sich ein Blick weit über das Puderbacher Land hinaus.

## Wirtschaft und Infrastruktur

### Wirtschaft
Die Gemeinde Dernbach verfügt mit dem Gewerbegebiet „Urbacher Wald“ über ein großes Maß an gewerblichen Flächen. Im Gebiet haben sich bereits zahlreiche mittelständische Unternehmen und Handwerksbetriebe angesiedelt.

### Verkehr
In unmittelbarer Nähe der Gemeinde verläuft die Bundesstraße 413 von Koblenz nach Hachenburg. Die nächste Autobahnanschlussstelle ist Dierdorf an der Bundesautobahn 3.
Der nächstgelegene ICE-Bahnhof ist in Montabaur an der ICE-Schnellfahrstrecke Köln–Rhein/Main.

## Persönlichkeiten

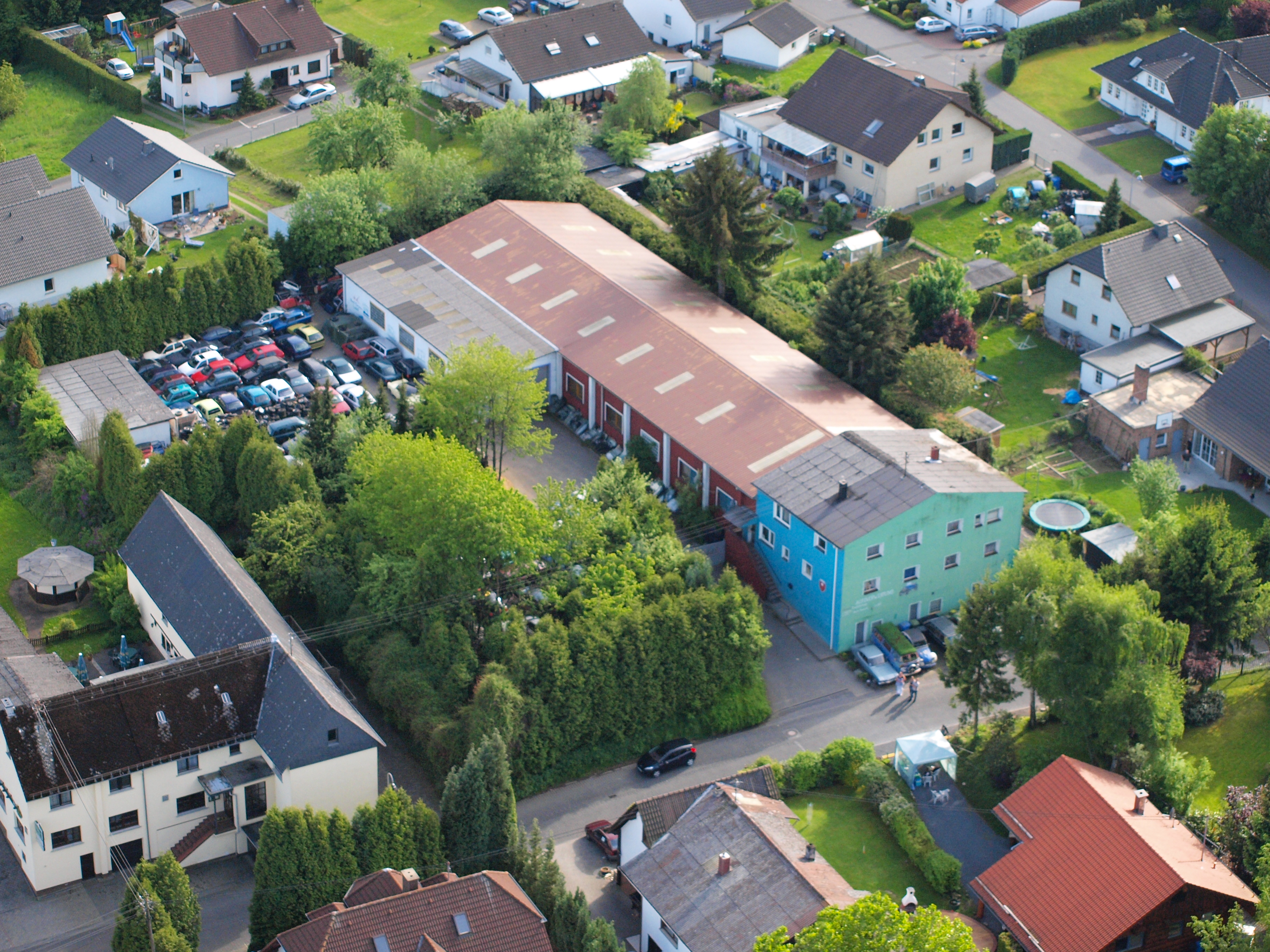
Die Ludolfsche Autoverwertung in Dernbach

Die bekanntesten Persönlichkeiten des Dorfes sind die Ludolfs, bekannt geworden durch eine Doku-Soap auf dem Fernsehsender DMAX. Uwe, Horst-Günter († 31. Januar 2011), Peter und Manfred Ludolf waren Inhaber eines ungewöhnlichen Schrottplatzes bzw. einer Autoteileverwertung und erfreuen sich auch nach der Auflösung ihres Standortes in Dernbach einer großen europaweiten Fangemeinde.